# Сабов, Евмений Иванович
Евме́ний Ива́нович Са́бов (русин. Євменій Іванович Сабов, 1 октября 1859, Вербяж, Береговского комитата, Австрийской империи (ныне Мукачевского района Закарпатской области Украины) — 3 ноября 1934, Севлюш (теперь Виноградов) — закарпатский культурно-просветительский деятель, греко-католический священник, писатель, публицист, редактор, автор учебников и пособий. Видный русинский общественно-политический деятель, представитель русского движения в Закарпатье.

## Биография
Родился 1 октября 1859 года в селе Вербяж. Крестным отцом был историк и священник Иоанн Дулишкович.
Обучался в гимназиях Ужгорода, Мукачева, Прешова и Левоча. В 1881 окончил богословскую семинарию в Ужгороде, с 1885 — священник, в 1887—1898 служил в с. Арданово, а затем преподавателем русинского языка и литературы в Ужгородской гимназии. Выступал за сохранение русинского языка в средних школах закарпатского края.
В 1898 году переехал в Севлюш, где стал архидиаконом, с 1917 — архидиакон Угоча.
Одним из первых декларировал самобытность русинов от украинцев. В межвоенные годы Сабов был одним из самых влиятельных деятелей русского движения Закарпатья.
После вхождения Подкарпатской Руси в состав Чехословакии выступал противником проукраинских действий эмигрантов с Украины в школах и обществах Закарпатья. Отстаивал позиции русинского литературного языка, основанного на т. н. язычии, русском языке и закарпатских диалектах.
«Русское культурно-просветительное общество имени А. В. Духновича», которое с 1923 по 1934 возглавлял Е. Сабов, 9 октября 1932 организовало в городе Мукачево «Всенародный Карпаторусский Конгрес», прошедший под лозунгами: «Да здравствует русский язык! Долой украинцев!»
Проводил значительную общественно-культурную работу. Его статьи печатались во многих газетах и журналах края.
1 июня 1930 г. в Ужгороде, в результате совершённого членом Украинской войсковой организации Фёдором Тацинцом террористического акта, Сабов получил тяжёлое ранение.
3 ноября 1934 г. Евмений Сабов скончался в городе Севлюш (ныне — Виноградов). В 1935 г. в Ужгороде увидел свет «Научный Сборник в память Е. Сабова».

## Литературно-педагогическая деятельность
Литературную деятельность Е. Сабов начал с издания в 1890 г. пособия «Русская грамматика и Чтение литературного языка Финно-Русских». За ним в 1891 последовал молитвенник для детей «Ангел-Хранитель». Тогда же вышла и его «Хрестоматия», а в 1894 году — «Церковнославянская грамматика» (Egyházi szláv nyelvtan) на венгерском языке. Она, как подчёркивал биограф Сабова Ф. Ф. Аристов, предназначалась «для омадьярившейся части угро-русской интеллигенции».
Евмений Сабов — автор учебников на родном языке:
- «Русская грамматика и читанка к изучению литературного языка угрорусских»
- «Церковнославянская грамматика»
- «Хрестоматия церковнославянских и угрорусских литературных памятников…» (1893)
- «Грамматика русского языка» (1924)
- «Очерки литературной деятельности и образования карпаторуссов» (1925).

Из-под его пера вышла грамматика и история русинов. Хрестоматия Сабова стала единственным источником исторической русинской литературы того времени.
Грамматика и правописание Сабова были приняты венгерским правительством для школ и стали одобренным учебником русского языка во всех школах Подкарпатской Руси. Уже после его смерти, в 1937 г. чехословацкие власти организовали школьный референдум, где родители выбирали между грамматикой И. Панькевича (приближавшей местные диалекты к украинскому стандарту) и грамматикой Е. Сабова (приближенной к русскому языку), и где победили сторонники последней.

## Культурная деятельность
Е. Сабов участвовал в создании образовательно-издательского общества «Унио», был соучредителем газеты «Наука», а после первой мировой войны — «Русского культурно-просветительного общество им. А. Духновича». Был избран «пожизненным» председателем этого общества.
Редактировал журнал «Карпатский Свѣтъ» и др.

## Память
В Виноградове на парафиальном здании установлена мемориальная таблица в честь Е. Сабова (2009).